# Ixora ledermannii
Ixora ledermannii är en måreväxtart som beskrevs av Kurt Krause. Ixora ledermannii ingår i släktet Ixora och familjen måreväxter. Inga underarter finns listade i Catalogue of Life.